# Józef Panfil
Józef Panfil (ur. 28 czerwca 1958 w Tomaszowie Mazowieckim) – polski artysta malarz. Uprawia malarstwo i rysunek. Maluje pejzaże, martwe natury oraz portrety, które są utrzymane w konwencji realistycznej.

## Życiorys
W 1978 roku ukończył Państwowe Liceum Sztuk Plastycznych w Łodzi, a w roku 1984 studia na Akademii Sztuk Pięknych im. Władysława Strzemińskiego w Łodzi. W 1987 roku otrzymał stypendium twórcze Ministra Kultury i Sztuki. W latach 1986–1994 był wykładowcą Wydziału Malarstwa i Grafiki Wyższej Szkoły Pedagogicznej w Piotrkowie Trybunalskim. Od roku 2000 był wykładowcą w Europejskiej Akademii Sztuk w Warszawie. Stała ekspozycja twórczości Józefa Panfila znajduje się w Galerii Arkady w Tomaszowie Mazowieckim.
Prace Józefa Panfila znajdują się m.in. w Biurze Wystaw Artystycznych w Piotrkowie Trybunalskim oraz Częstochowie, Muzeum Ziemi Kujawskiej i Dobrzyńskiej we Włocławku, Muzeum Historii Miasta Łodzi i Muzeum Sztuki Współczesnej w Radomiu. 
Brał udział w ponad 60 wystawach zbiorowych w kraju i za granicą.
Wszedł w skład komitetu wspierającego kandydaturę Karola Nawrockiego na prezydenta RP w wyborach w 2025.

## Wystawy
Krajowe
- 1991 – Galeria BWA w Piotrkowie Trybunalskim, Towarzystwo Przyjaciół Sztuk Pięknych w Lublinie, Galeria Sztuki Współczesnej w Zamościu, muzeum w Tomaszowie Mazowieckim,
- 1998 – Galleri Heer w Oslo,
- 1999 – Galeria Sztuki Współczesnej w Zamościu, Galeria BWA w Sieradzu, Miejska Galeria Sztuki w Łodzi, Galeria Bałucka w Łodzi, Państwowa Galeria Sztuki w Toruniu,
- 2000 – Muzeum w Tomaszowie Mazowieckim, Galleri Heer w Oslo,
- 2001 – Galeria SD w Warszawie;
- 1987 – IV Triennale – Prezentacja Portretu Współczesnego, Muzeum Okręgowe w Radomiu,
- 1988 – XIV Festiwal Polskiego Malarstwa Współczesnego, Zamek Książąt Pomorskich w Szczecinie,
- 1989 – "Kooperatywa" – Galeria Chimera w Łodzi
- 1992 – "10 lat później" – wystawa polskiego rysunku współczesnego, Muzeum Sztuki Współczesnej w Radomiu,
- 2000 – "Osobni" – wystawa prac mistrzów i przyjaciół Jerzego Dudy-Gracza, Muzeum Śląskie w Katowicach,
- 2001 – "Signum Temporis" – wystawa Prac Profesorów Europejskiej Akademii Sztuk

Źródło:.
Zagraniczne
- 1989 – "Horizonte" – Gallerie der Friedrich-Ebert-Stiftung w Bonn,
- 1994 – Wystawa Poplenerowa Międzynarodowego Pleneru Malarskiego "Greckie Impresje", Thira w Santorini,
- 1995 – "7 z Polski w Norwegii", Galleri Heer w Oslo,
- 1997 – "Polskie malarstwo figuratywne", Galeria Sztuki "Nowego Dziennika" w Nowym Jorku,
- 1998 – "Kilku malarzy z Polski", Galeria Jongking, La Cote Saint Andre
- 2001 – Galeria Heer w Oslo
- 2016 – "Al sol der sur", Madryt, Galeria Ateneo de Madrit, Espacio Prado

Źródło:.

## Publikacje książkowe
- Jarosław M. Daszkiewicz "MALARSTWO MŁODYCH" 1980-1990, ISBN 83-221-0662-9
- Malarstwo: motywy włoskie i hiszpańskie, współautor[7][8]
- Malarstwo: małe studia pejzażowe z lat 1989–1998, współautor[9]
- Józef Panfil "Malarstwo 1985-2010", ISBN 978-83-87434-27-4[10]
- Józef Panfil "Malarstwo 2010-2014", ISBN 978-83-937339-5-8[11]
- Józef Panfil "Malarstwo i rysunek z lat 1979-2017", ISBN 978-83-63942-34-2
- Józef Panfil "W słońcu Południa. Malarstwo 1994-2016", ISBN 978-83-946051-0-0
- Józef Panfil "Largo", ISBN 978-83-61256-39-7
- "Wielka encyklopedia malarstwa polskiego", ISBN 978-83-7447-118-3

## Nagrody i wyróżnienia
1987:
- IV Nagroda na IV Triennale "Prezentacja Portretu Współczesnego", Radom
- II Nagroda w Ogólnopolskim Konkursie Malarskim "Kobieta", Piotrków Trybunalski

1988:
- wyróżnienie na XIV Festiwalu Malarstwa Współczesnego, Szczecin
- wyróżnienie na XXV Ogólnopolskiej Wystawie Malarstwa "Bielska Jesień", Bielsko-Biała
- Grand Prix w III Ogólnopolskim Konkursie Plastycznym "Prowincje", Włocławek

1989:
- II Nagroda na XVI Ogólnopolskim Konkursie Malarskim na Obraz im. J. Spychalskiego, Poznań
- Grand Prix na V Triennale "Prezentacja Portretu Współczesnego", Radom
- Wyróżnienie na II Biennale Małych Form Malarskich, Toruń

1997:
- wyróżnienie na III Biennale Małych Form Malarskich, Toruń

2016:
- Statuetka Przyjaciela Powiatu Tomaszowskiego

2018:
- Ambasador Łódzkiego Plastyka
- Srebrny Medal „Zasłużony Kulturze Gloria Artis”[12]

Źródło:.